# Canthon helleri
Canthon helleri är en skalbaggsart som beskrevs av Schmidt 1922. Canthon helleri ingår i släktet Canthon och familjen bladhorningar. Inga underarter finns listade.